# ماريا كارميلا ليكو
أمضت ماريا كارميلا ليكو (1927-1985) معظم حياتها البحثية كطبيبة فيزيائية تدرس الآليات العصبية للألم في قسم علم وظائف الأعضاء بكلية الطب في ريبيراو بريتو (البرازيل).

## السيرة الشخصية
ولدت ماريا كارميلا ليكو في إيطاليا في عام 1927، ولكن سرعان ما انتقلت مع عائلتها إلى الأرجنتين. خلال طفولتها في إيطاليا، مرضت ليكو بمرض معدي من شأنه أن يضعف نظام المناعة لديها لاحقًا، ويؤثر في قدرتها على تحمل آثار العلاج الكيميائي، مما أَدَّى إلى وفاتها في عام 1985.
في الأرجنتين، درست ليكو الطب والفلسفة في وقت واحد في جامعة بوينس آيرس؛ ومع ذلك، لم تتمكن من إنهاء الدورة التدريبية الأخيرة. استمتعت ليكو بقدرة العقل واستمتعت بفكرة اتباع الطب النفسي كمجال للممارسة خلال كلية الطب، وهي فكرة تخليت عنها بعد عامين من الممارسة السريرية. درست ليكو تحت إشراف برناردو هوساي الحاصل على جائزة نوبل، ودافعت عن أطروحة الدكتوراه التي تدور حول عمل هرمونات الفسيولوجيا العصبية على الضغط الشرياني في الضفدع. بينما كان علم الغدد الصماء هو المجال الذي منح برناردو هوساي  جائزة نوبل في الطب أو علم وظائف الأعضاء، كانت ليكو مهتمة أكثر بالفيسيولوجيا العصبية، وهذا المجال كان في المعهد تحت قيادة ميغيل رولاندو كوفيان. منذ انتقال كوفيان مؤخرًا إلى كلية الطب في ريبيراو بريتو، قررت ليكو الانتقال إلى البرازيل، وفي عام 1960 انضمت إلى كوفيان في  جامعة ساو باولو بمساعدة من   مؤسسة روكفلر الدراسية.
في عام 1963، دعا كوفيان ليكو للانضمام إلى هيئة التدريس كمساعدة تدريس . في عام 1970، قامت ليكو بزيارة قصيرة لجامعة ييل، في مختبر البروفيسور خوسيه مانويل رودريغيز، حيث درست سلوك الرئيسيات، وتطبيق تقنيات القياس عن بعد لاستنتاج العلاقات بين علم وظائف الأعضاء والسلوك. في عام 1981 ، تقدمت ليكو بطلب للحصول على أستاذ كامل في ريبيراو بريتو Ribeirão Preto))، وهو منصب شغلته حتى وفاتها من السرطان في عام 1985.

## مواضيع البحث
كانت ماريا كارميلا ليكو مهتمة بعلم الأعصاب السلوكي منذ دراستها الجامعية. بينما ركزت أبحاث الدكتوراه التي أجرتها تحت إشراف دكتور هوساي بشكل رئيسي على الغدد الصماء العصبية والسيطرة على القلب، كانت مقالتها الأولى حول طريقة القنية الأبهرية الدائمة في الضفادع، وسرعان ما انضمت إلى ميغيل رولاندو كوفيان في مجال الفيسيولوجيا العصبية. كما كان معظم الباحثين بتوجيه من كوفيان، كانت ليكو مهتمة بمجموعة واسعة من المواضيع، وقيل إن مكتبتها الشخصية -المؤلفة بشكل أساسي من الكتب الخيالية والفنية- تشهد على هذه الملاحظة. أمضت ليكو معظم وقتها في إنتاج الأقطاب الكهربائية والقناني وغيرها من المعدات اللازمة لتنفيذ التقنيات الحديثة.
جنبا إلى جنب مع كوفيان، درست ليكو استجابات الضغوط لتحفيز نوى الحاجز. بدأت ليكو في ملاحظة ذلك خلال هذه التجارب مع الحيوانات المخدرة، عندما أصبح السطح المخدر مستوٍ أكثر، وبدأت الخنازير القادمة من غينيا في النطق والتحرك، والتي اعتبرت أنها علامات موضوعية على حس الألم. لاحظت ليكو أن هذه العلامات قد ألغيت عن طريق تنشيط الحاجز. بناءً على تلك الملاحظات، صممت تجربة والتي فيها لم ينتج المنبه الضار الذي طُبق على لب الأسنان سلوكًا موضعيًا عندما سبقه التحفيز الكهربائي لنواة الحاجز.
بعد أن تعرض جيمس ريستون -أثناء مرافقته ريتشارد نيكسون في رحلة إلى الصين- إلى الوخز بالإبر بعد العملية الجراحية في مستشفى ببكين، اهتمت ليكو بشكل خاص بكيفية أن هذه التقنية يمكن أن تحفز نشاط نظام التسكين الداخلي. في البداية، درست ليكو آثار الوخز بالإبر الكهربائية على المرضى من البشر. في وقت لاحق، أثبتت أن الإرواء المأخوذ من مخلب الفئران الذي تعرض للوخز بالإبر الكهربائي يمكن أن يقلل أو يلغي الإمكانات التي أثارتها القشرية الناتجة عن محفز ضار طُبق على لب الأسنان.